# Мадонна Грандука
Мадонна Грандука (итал. Madonna del Granduca — Мадонна великого герцога) — картина живописца Высокого Возрождения Рафаэля Санти с изображением Девы Марии, держащей на руках младенца Иисуса Христа и как бы представляющей его зрителю. Картина экспонируется в галерее Палаццо Питти (Флоренция). Написана между 1506 и 1507 годами маслом на дереве. Высота доски, на которой написана картина, составляет 84 см, ширина — 55 см.

## История

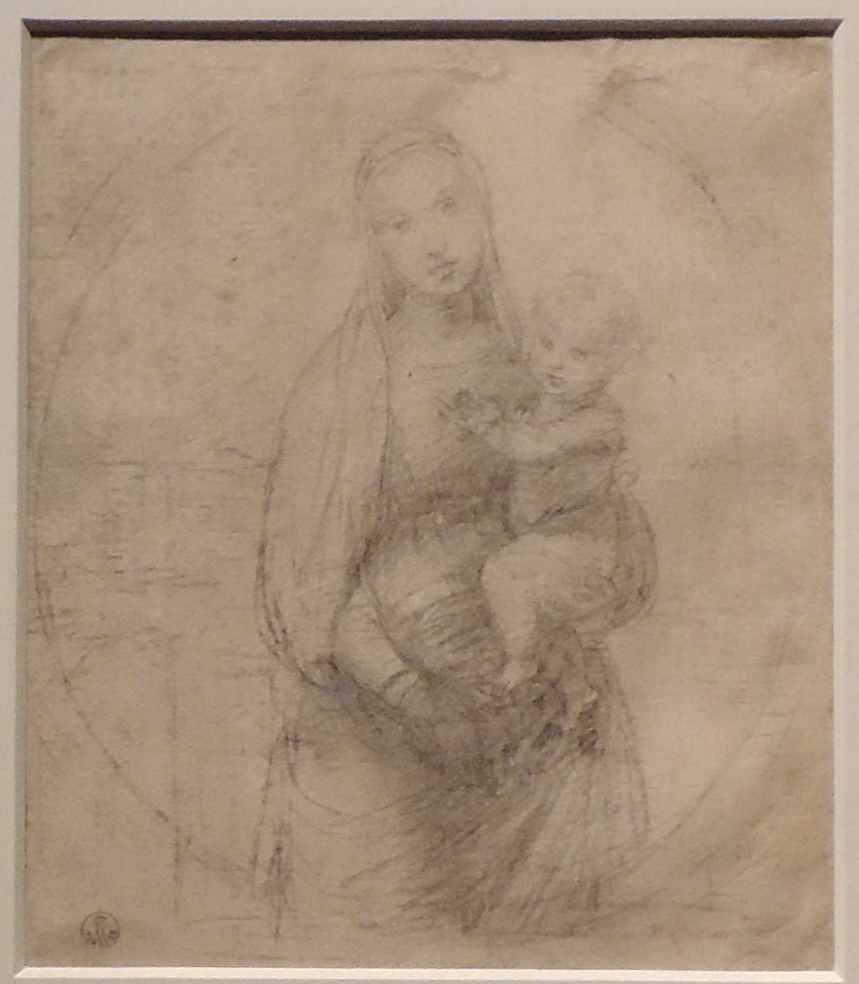
Рафаэль. Эскиз к картине. Бумага, серебряный штифт. Уффици, Флоренция

Картина относится к раннему, флорентийскому периоду творчества художника. Предполагается, что это произведение было создано Рафаэлем вскоре после его переезда из Перуджи во Флоренцию (1504) после ознакомления с живописью Леонардо да Винчи. На влияние Леонардо указывают использование техники сфумато и композиция картины с окном в сад на дальнем плане (позднее окно было закрашено под чёрный фон). Принадлежит ли чёрный фон кисти самого Рафаэля, доподлинно неизвестно. Рентгеновские изображения показали, что вместо чёрного фона вначале был написан интерьер с колонной, поддерживающей арки, и окно справа с видом сельской местности как в некоторых картинах Леонардо.
Своё название картина получила от имени великого герцога Тосканы Фердинанда III, который приобрёл картину у наследников художника Карло Дольчи. В период правления Наполеона, Фердинанд взял картину с собой в изгнание в Вену. Семья великого герцога особенно любила картину, и по возвращении двора во Флоренцию она была выставлена в частных покоях дворца Питти, а великий герцог разрешал показывать её публично только в то время, когда он отсутствовал во Флоренции. В 1882 году картина заняла то место, где мы видим её сегодня, в Зале Сатурна во флорентийском Палаццо Питти.

## Иконография
Созданную и позднее детально разработанную самим Рафаэлем композицию стоящей Мадонны с Младенцем на руках, «восходящую к византийскому типу Одигитрии, но смягчённую флорентийским чувством, рассматривают как прообраз его Сикстинской Мадонны».
Мария изображена стоящей с задумчивым выражением лица в традиционном красном одеянии (цвет пролитой на кресте крови) и синей накидке (голубой цвет символизирует непорочность). Её фигура слегка развёрнута вправо, однако движение уравновешено обращением Младенца в противоположном направлении. В галерее Уффици находится эскиз Рафаэля к этой картине.